# Критска война
 Тази статия е за войната през 3 век пр.н.е..  За войната през 17 век вижте Венецианско-турска война (1645-1669).  
Критската война (на гръцки: Κρητικός Πόλεμος) е военен конфликт между Родос и коалиция градове-държави от Крит, воден от 205 до 197 г. пр.н.е.
През различни етапи в бойните действия се намесват Македония, Спарта и Ахея, всяка от които се опитва да използва критските ресурси в борбата си за надмощие в Елада и Егея.
Победител от конфликта излиза Родос. Родосците не успяват да подчинят Крит, но съумяват да разединят критската коалиция, да ограничат пиратството и да затвърдят политическото и икономическото си влияние в Егейско море.

## Причини
Поради откъслечността на информацията от съхранилите се източници (Полибий, Диодор, каменни надписи), произходът на Критската война не е напълно изяснен. Предполага се, че тя възниква и се разраства от отколешните вражди между критяните. Съзрели възможност да защитят икономическите си интереси, управниците на Родос се намесват дейно в междуособиците като подкрепят град Кносос срещу федерация от градове, начело с Гортин. Целта на търговската република е да постави под контрол и да задуши пиратството, процъфтяло на Крит по време на Първата римско-македонска война (214 – 205 г. пр.н.е.).
Освен Гортин, срещу Родос воюват и други силни критски градове като Йерапитна и Елевтерна. В тяхна подкрепа се намесва македонският цар Филип V. Намерението му е в лицето на родосците да отстрани една сериозна пречка за завоевателните му планове в Егейския басейн.

## Развой на войната
През 204 или 203 г. пр.н.е. Филип V изпраща в помощ на критяните ескадра от 20 кораба начело с етолиеца Дикеарх. Дикеарх напада пристанищата по Хелеспонта и търговските кораби по пътя между Родос и Черно море. Паралелно с Критската война, съперничеството между Македония и Родос ескалира в пълномащабна война през 201 г. пр.н.е. Родосците и съюзниците им от Пергам нанасят поражение на Филип в битката при Хиос, а след това успяват да вдигнат срещу него и римляните.
Неуспехът при Хиос и започналата нова война с Рим отвличат цялото внимание и ресурси на македонския владетел далеч от Крит. От това се възползва спартанският цар Набис, който поставя под опеката си част от острова. Набис, както и Родос, подкрепя отцепилия се от критската федерация Кносос. Срещу тях Гортин и останалите критски градове привличат помощ от Ахея, отдавнашен враг на Набис. Ахейският пълководец Филопемен воюва в Крит в продължение на пет години без съществен успех.

## Победа на Родос
Към 200 г. пр.н.е. Родос постига надмощие над враговете си в Крит като подкопава единството помежду им. През същата година родосците сключват сепаративен договор с Йерапитна. Договорът задължава жителите на този град да осигурят материална подкрепа за родоската флота и да воюват заедно с родосците срещу пиратите от други части на Крит. Сходни условия Родос договаря и с друг критски полис – Олус (Олонтос).
Тези споразумения позволяват на родосците да се наложат над останалите си противници на острова. Войната стихва окончателно през 197 или през 195 г. пр.н.е., когато разгромът на Набис от римляните и ахейците принуждава съюзника му Кносос да потърси разбирателство с Гортин.